# Rupilius
Rupilius is een geslacht van rechtvleugeligen uit de familie krekels (Gryllidae). De wetenschappelijke naam van dit geslacht is voor het eerst geldig gepubliceerd in 1876 door Stål.

## Soorten
Het geslacht Rupilius  is monotypisch en omvat slechts de volgende soort:
- Rupilius nigrosignatus (Stål, 1876)